# (34915) 4564 P-L
4564 P-L (asteroide 34915) é um asteroide da cintura principal. Possui uma excentricidade de 0.14797180 e uma inclinação de 1.32864º.
Este asteroide foi descoberto no dia 24 de setembro de 1960 por Cornelis Johannes van Houten e Ingrid van Houten-Groeneveld e Tom Gehrels em Palomar.